# Circulus semisculptus
Circulus semisculptus är en snäckart som först beskrevs av Olsson och McGinty 1958.  Circulus semisculptus ingår i släktet Circulus och familjen Vitrinellidae. Inga underarter finns listade i Catalogue of Life.